# 徐镜人
徐镜人（1944年9月15日—2021年7月12日），男，汉族，江苏泰州人，中华人民共和国企业家、政治人物，曾任扬子江药业集团董事长，全国人民代表大会江苏地区代表。

## 生平
徐镜人1965年10月加入中国共产党。2008年，当选为第十一届全国人大代表。2013年，当选为第十二届全国人大代表。2018年2月24日，当选为第十三届全国人大代表。
2021年7月12日去世，終年76歲。